# No Doubt
No Doubt (в переводе с англ. — «Без сомнения») — американская рок-группа, образованная в 1986 году в Анахайме, Калифорния, США. Наибольшую известность приобрела после выхода альбома Tragic Kingdom.

## История
Группа была создана в 1986 году Эриком Стефани и Джоном Спенсом и изначально называлась Apple Core («сердцевина яблока»). Эрик выступил клавишником, а Джон — вокалистом. В качестве вокалистки второго плана Эрик Стефани пригласил свою сестру Гвен. Несколько месяцев группа искала музыкантов, а затем репетировала. Вскоре коллектив стал играть на вечеринках, исполняя хиты разных групп и некоторое количество своих песен.
Первым присоединившимся к группе музыкантом стал басист Тони Канэл. Это произошло в марте 1987 г. после одного из концертов. Ранее Тони играл джаз и был хорошо образован в музыкальном плане, а так как он обладал ещё и администраторскими способностями, то взял на себя обязанности менеджера.
Неожиданностью для всех стало самоубийство вокалиста группы 21 декабря 1987 года. Джон Спенс застрелился в городском парке. Его любимым выражением было «no doubt» («несомненно», «без сомнений»). Это событие потрясло всех участников группы, а всю ответственность за вокал взяла на себя Гвен. Весной 1989 года в группу вступает гитарист Том Дюмон, добавив тяжести звучанию, а место за барабанами летом 1989 г. занимает Эдриан Янг, солгав группе, что имеет большой стаж (на самом деле он играл всего год).
Контракт на запись дебютного альбома группа подписала в августе 1991 года с компанией Interscope Records. В то же время все участники No Doubt продолжают учиться в колледжах и работать: Гвен и Тони — продавцами, Эдриан — официантом в закусочной, Том специализировался в работе с музыкальным оборудованием.
Новый альбом, названный просто No Doubt, появился на прилавках магазинов в марте 1992 года. Продажа шла вяло, а местная радиостанция KROQ отказалась от ротации песен в своём эфире. Коллектив начинает двухнедельное турне по западу США в поддержку своего альбома. Вся дорожная команда (пять членов группы, духовая секция из трёх человек, техник, дорожный менеджер/звукооператор) и аппаратура помещаются в двух небольших фургонах. Летом 1992 года снимается первый клип группы на песню «Trapped in a Box». Вскоре из-за неудовлетворительных продаж Interscope отказывается продолжать сотрудничество с No Doubt, но, несмотря на это, музыканты решают выпустить следующий альбом самостоятельно. Запись происходила в трёх разных местах, в том числе в гараже дома Стефани на Бикон Стрит (Beacon Street). В честь этой улицы альбом и получил своё название — The Beacon Street Collection. Диск вышел в середине 1995 г., но по причине отсутствия контракта и соответствующей поддержки не появился в крупных магазинах и чартах, а распространялся на концертах и через местные магазины в городках, где проходили гастроли. Interscope, поменяв своё решение, предложила группе записать несколько демозаписей, а в дальнейшем и альбом. No Doubt начинает трудиться над новыми записями, но незадолго до завершения работы группу оставляет Эрик Стефани, продолжив свою творческую деятельность в качестве художника-мультипликатора в сериале «Симпсоны».
Третий альбом под названием Tragic Kingdom выходит в октябре 1995 года. Запись происходила частями в 11 разных студиях и объединяла такие стили как ска, новая волна, панк и поп. Первоначально этот диск также не вызвал большого интереса, но спустя несколько месяцев, в январе 1996 г., альбом дебютирует в Billboard Top 200 под № 175, а песня «Just a Girl» занимает 10-ю позицию. Благодаря этому No Doubt пригласили в популярное вечернее телешоу, где музыканты исполнили песню в прямом эфире. Ещё одна композиция — «Spiderwebs» — в июне 1996 г. становится № 5 в том же Billboard, после чего начинается первое большое турне по Европе, а затем и по Австралии, Новой Зеландии, Индонезии и Японии. После семи лет работы No Doubt наконец становятся всемирно известными и выходят на большую сцену уже в качестве хедлайнеров. В июле 1996 г. альбом Tragic Kingdom стал платиновым, а в августе — дважды платиновым.
В ноябре 1996 года баллада «Don’t Speak» достигает 2-й и 1-й позиций в разных категориях Billboard. На этой же неделе продается около 230 000 копий альбома, а на следующей, рождественской, — более 500 000. Объём общей продажи составляет к концу 1996 года 6 млн экземпляров. Альбом останется № 1 ещё 9 недель и 36 недель в десятке лучших. На волне этого успеха No Doubt отправляются в следующее большое турне по самым крупным городам, играя в самых больших залах.
В январе 1997 года No Doubt была выдвинута на American Music Awards в категории «Favourite New Artist pop/rock». Для молодых музыкантов это было большим достижением, несмотря на то что премию они не получили. Через месяц последовало представление на Grammy Awards в категориях «Best Rock Album» и «Best New Album», но снова ни одна награда им не достаётся. 4 сентября 1997 года видеоклип на песню «Don’t Speak» побеждает в номинации «Best Group Video» на вручении премий MTV Video Music Awards. Также увеличиваются объёмы продаж первого альбома No Doubt, и 21 октября 1997 года Interscope Records перевыпускает The Beacon Street Collection образца 1995 года. В ноябре выпускается первое концертное видео «Live in the Tragic Kingdom» — полуторачасовое выступление в зале The Arrowhead, Анахайм.
В начале 1998 года после практически беспрерывной серии концертов группа приступает к работе над следующим студийным альбомом. Это заняло длительное время, в течение которого музыканты участвуют в церемониях награждения, записывают песню «New» для саундтрека к фильму «Go», а Гвен подпевает разным исполнителям и делает кавер-версии.
Ради турне по западу США No Doubt прерывает студийную сессию в сентябре 1999 года, после чего дописывают несколько треков в студии.
1 января 2000 года, сразу же после боя новогодних часов, музыканты исполняют свою новую песню «Ex-Girlfriend» и кавер группы R.E.M. «It’s the End of the World as We Know It» в прямом эфире MTV.
Тем временем начинается первый в жизни группы спланированный промоушен нового альбома. В ротацию на радио поступает песня «Ex-Girlfriend», а чуть позже на MTV заявляется клип на эту композицию, премьера которого проходит 7 февраля. Вслед за этим группа появляется в нескольких телешоу на MTV, NBC и VH1.
11 апреля 2000 года под названием Return of Saturn выходит новый альбом музыкантов, через неделю на MTV появляется следующий ролик на песню «Simple Kind of Life».
No Doubt отправляются в двухмесячное турне по Штатам в поддержку альбома, который в июне становится платиновым. После американского тура в августе снимается видео на песню «Bathwater», а в сентябре группа едет в Европу, Японию и Австралию.
Далее следует выдвижение No Doubt на VH1/Vogue Fashion Awards:
1. Видео «Ex-Girlfriend», как Most Stylish Video (самое стильное видео);
2. Видео «Simple Kind Of Life», как Most Visionary Video (самое зрелищное видео);
3. Most Stylish Band (самая стильная группа).

Группа побеждает в первой номинации. В это же время (октябрь 2000 г.) появляется информация о том, что в конце года No Doubt могут приступить к работе над следующим альбомом, хотя вскоре после выхода Return of Saturn группа заявила, что не планирует выпускать ещё один альбом. Это было воспринято чуть ли не как заявление о скором распаде коллектива.
В ноябре No Doubt выдвигаются на My VH1 Music Awards в двух категориях: Best Live Act и Givin’ It Back. Ничего не получают, но играют «живой» акт.
Альбом Return of Saturn был номинирован на «Грэмми» в категории «лучший рок-альбом» наряду с Crush — Bon Jovi, There Is Nothing Left To Lose — Foo Fighters, Mad Season — Matchbox Twenty и The Battle of Los Angeles — Rage Against the Machine.
Группа выдвигается на California Music Awards в номинациях Outstanding Rock/Pop Album (выдающийся поп/рок-альбом), Outstanding Punk Rock/Ska Album (выдающийся панк-рок-/ска-альбом) и Outstanding Group (выдающаяся группа).
В 2003 появляется сборник релизов The Singles 1992–2003, где были собраны наиболее удачные треки с 1992 года. В публикации оказался и кавер на песню It’s My Life от Talk Talk. Воссоединение произошло в 2008 году, музыканты собрались для проработки следующего лонгплея. К 2009 на официальном сайте опубликована статья о возможном летнем туре. Сам альбом должен был выйти к 2010, но Push and Shove появился лишь к июню 2012. В сентябре 2014 No Doubt вновь отправилась в студию, где записали LP Rock in Rio USA.
После выхода сольного сингла Гвен Стефани «Baby Don't Lie» она объявила, что No Doubt работают над новым альбомом. Однако в интервью газете Orange County Register в апреле 2015 года Тони Канэл заявил, что группа не работает над новым материалом.
В интервью Rolling Stone в июне 2016 года Стефани выразила неуверенность относительно будущего No Doubt:
Я не знаю, что будет с No Doubt. Когда мы с Тони [Канэлом] связаны творчески, это волшебно. Но я думаю, что мы разошлись в том, какую музыку мы хотим делать. Когда мы записывали этот альбом [2012 года Push and Shove], я была очень истощена и перегорела. И у меня было чувство вины: "Я должна это сделать". Это не тот настрой, чтобы записывать музыку. На этой пластинке есть несколько действительно замечательных песен. Но запись была очень противоречивой

## Члены группы

### Текущий состав
- Гвен Стефани — вокал (1987 — настоящее время), бэк-вокал (1986—1987)
- Том Дюмон — гитара, клавишные (1988 — настоящее время)
- Тони Канэл — бас-гитара, клавишные (1987 — настоящее время)
- Эдриан Янг — барабаны, перкуссия (1989 — настоящее время)

### Сессионные
- Стивен Бредли — клавишные, труба (1995 — нынешнее время)
- Гэбриэл Макнэр — клавишные, тромбон (1995 — нынешнее время)

### Бывшие участники
- Джон Спенс — сооснователь, вокал (1986—1987)
- Эрик Стефани[англ.] — клавишные, гитара (1986—1995)
- Джерри Макмэхон — гитара (1986—1988)
- Крис Уэбб — барабаны (1986—1989)
- Крис Лил — бас-гитара (1986—1987)
- Алан Мид — труба, вокал (1986—1988)
- Тони Мид — саксофон (1986—1988)
- Гэбриэл «Papa Gallo» Гонсалес II — труба (1986—1990)
- Пол Кейсли — тромбон (1987—1990)
- Эрик Карпентер — саксофон (1988—1994)
- Дон Хаммерстедт — труба (1990—1992)
- Алекс Хендерсон — тромбон (1991—1993)
- Фил Джордан — труба (1992—1995)

## Дискография

### Альбомы
- 1992 No Doubt
- 1995 The Beacon Street Collection
- 1995 Tragic Kingdom
- 2000 Return Of Saturn
- 2001 Rock Steady
- 2003 The Singles 1992-2003
- 2012 Push and Shove[5]

### Синглы
- 1992 Trapped in a Box
- 1994 Squeal
- 1995 Doghouse
- 1995 Just A Girl
- 1996 Spiderwebs
- 1996 Don't Speak
- 1996 Excuse Me Mr.
- 1997 Happy Now?
- 1997 Sunday Morning
- 1997 Hey You!
- 1999 New
- 2000 Ex-Girlfriend
- 2000 Simple Kind of Life
- 2000 Bathwater
- 2001 Hey Baby
- 2002 Hella Good
- 2002 Underneath It All
- 2003 Running
- 2003 It’s My Life
- 2012 Settle Down
- 2012 Push and Shove (feat. Busy Signal & Major Lazer)
- 2012 Looking Hot
- 2022 Don't Speak